# Fear of the Dark
Fear of the Dark deveti je studijski album britanskog heavy metal sastava Iron Maiden. U to vrijeme bio je posljednji studijski album na kojem pjeva Bruce Dickinson do objave albuma Brave New World.
Pjesma "Fear of the Dark" inspirirana je dječačkim strahom Stevea Harrisa, a pjesma "From Here to Eternity" smatra se četvrtim dijelom sage Charlotte the Harlot.
Glazbeni stil albuma je eksperimentirao s pjesmama poput "Be Quick or Be Dead" koja je zvučala više kao speed metal, a "Wasting Love" jedna je od vrlo rijetkih power balada. "Afraid to Shoot Strangers" bila je jedina politička pjesma sastava uz "2 Minutes to Midnight".
Album više koristi elektroničke klavijature. Janicku Gersu također su prvi put pripisane zasluge za pjesme.
Samo dvije pjesme s albuma izvodit će se i na današnjim turnejama - "Fear of the Dark" i "Afraid to Shoot Strangers". "Fear of the Dark" postala je popularna koncertna pjesma i često se pjeva i danas, dok je pjesma "Afraid to Shoot Strangers" bila često pjevana dok je član skupine bio pjevač Blaze Bayley, no nakon povratka Brucea Dickinsona više nije bila izvođena.
Kao singlovi bile su objavljene pjesme "Fear of the Dark (live)", "Be Quick or be Dead", "From Here to Eternity" i "Wasting Love".

## Popis pjesama
| 1.    | »Be Quick or Be Dead«       | Bruce Dickinson, Janick Gers | 3:24 |
| 2.    | »From Here to Eternity«     | Steve Harris                 | 3:39 |
| 3.    | »Afraid to Shoot Strangers« | Harris                       | 6:56 |
| 4.    | »Fear Is the Key«           | Dickinson, Gers              | 5:35 |
| 5.    | »Childhood's End«           | Harris                       | 4:41 |
| 6.    | »Wasting Love«              | Dickinson, Gers              | 5:51 |
| 7.    | »The Fugitive«              | Harris                       | 4:54 |
| 8.    | »Chains of Misery«          | Dickinson, Dave Murray       | 3:37 |
| 9.    | »The Apparition«            | Harris, Gers                 | 3:55 |
| 10.   | »Judas Be My Guide«         | Dickinson, Murray            | 3:09 |
| 11.   | »Weekend Warrior«           | Harris, Gers                 | 5:39 |
| 12.   | »Fear of the Dark«          | Harris                       | 7:17 |
| 58:37 |                             |                              |      |

## Zasluge
Iron Maiden
- Bruce Dickinson – vokal
- Dave Murray – gitara
- Janick Gers – gitara
- Steve Harris – bas-gitara, prateći vokali
- Nicko McBrain – bubnjevi

## Top ljestvice

### Album
| Godina | Ljestvica               | Pozicija |
| ------ | ----------------------- | -------- |
| 1992.  | UK Top Ljestvica Albuma | #1       |
| 1992.  | Billboard Hot 200       | #12      |

### Singlovi
| Godina | Singl                   | Ljestvica                 | Pozicija |
| ------ | ----------------------- | ------------------------- | -------- |
| 1992.  | "Be Quick or Be Dead"   | UK Top Ljestvica Singlova | #2       |
| 1992.  | "From Here to Eternity" | UK Top Ljestvica Singlova | #21      |